# Muazzez İlmiye Çığ

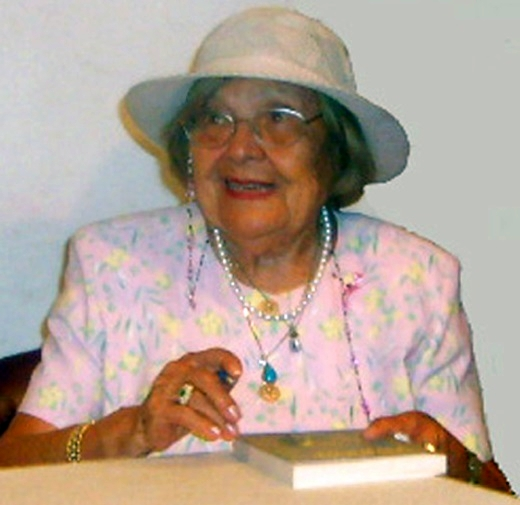
İlmiye Çığ în Mersin

Muazzez İlmiye Çığ (născută Muazzez İlmiye İtil; (n. 20 iunie 1914, Bursa, Imperiul Otoman – d. 17 noiembrie 2024, Provincia Mersin, Turcia) a fost o arheoloagă și asirioloagă turcă specializată în studiul Civilizației Sumeriene.

## Biografie
Părinții ei au fost tătari din crimeeni, familiile amândurora imigrând în Turcia, cea a tatălui stabilindu-se în orașul Merzifon, iar cea a mamei în nord-vestul orașului Bursa, al patrulea cel mai mare din Turcia, care, la acea vreme, a fost un centru administrativ regional major în Imperiul Otoman. Muazzez İlmiye s-a născut în Bursa, cu patru săptămâni înainte de izbucnirea Primului Război Mondial. Pe când să facă 5 ani, în 1919, Invazia Armatei Grecești în İzmir l-a îndemnat pe tatăl ei, care era profesor, a căutat siguranță pentru familia sa mutându-se în orașul Çorum, unde tânăra Muazzez și-a terminat studiile primare. Ulterior, s-a întors la Bursa și, pe când să împlinească 17 ani în 1931, a absolvit facilitatea de formarea pentru profesori la școala primară. 
După aproape cinci ani de învățat copii în alt oraș norvestic, Eskișehir, a început să studieze la Departamentul de Hititologie al  Universității din Ankara, în 1936, înființat anul trecut către Mustafa Kemal Atatürkl, părintele fondator al Turciei moderne. Printre profesorii ei se numărau savanții eminenți ai culturii și istoriei hitite, Hans Gustav Güterbock și Benno Landsberger, ambii refugiați evrei din Germania lui Hitler, care au fost profesori în Turci în al Doilea Război Mondial.
Când să-și primească diploma în 1940, și-a început cariera la Muzeul Orientului Antic, una din cele trei instituții cuprinse în Muzeul de Arheologie din Istanbul, ca specialist în tablete cuneiforme, mii de tablete fiind depozitate, netraduse și neclasificate în arhivele facilității. Datorită efortului ei depus pentru descifrarea și publicarea tabletelor, muzeul a devenit un centru de studiu al limbilor Orientului Mijlociu frecventat cercetători ai istoriei antice din fiecare colț al lumii.